# Шатуновский, Марк Алексеевич
Марк Алексеевич Шатуно́вский (род. 6 марта 1954, Баку, АзССР) — русский писатель, поэт и эссеист. Представитель метареализма.

## Биография и деятельность
Родился 6 марта 1954 года в Баку. Окончил филологический факультет МГУ. Во время учёбы получил признание как поэт, в 1978—1980 годах был старостой поэтической студии «Луч» при Московском университете, в 1979 и 1981 — участником Всесоюзных совещаний молодых писателей. Участвовал в поэтическом семинаре Кирилла Ковальджи, является одним из организаторов московского клуба «Поэзия», объединившего молодых писателей и поэтов 1970-х-1980-х годо. Работает в рамках метареализма. В 1993 году издавал литературную газету «Благонамеренный кентавр», ориентированную на литературный андеграунд.
По приглашению Министерства культуры, образования и информации США выступал с лекциями и чтением стихов в университетах Нью-Йорка, Вашингтона, Сан-Франциско, Санта-Фе и Айовы. В рамках международной писательской программы Университета Айовы вместе с английским писателем Рольфом Хьюзом создал журнал «100 words» (1993—1998): каждый его выпуск был посвящён определённой теме и состоял не более чем из 100 слов.
В 1992 году заочно принят в члены Союза писателей. В 1997 году вместе с Джоном Хаем, Вадимом Месяцем и Евгением Бунимовичем входил в оргкомитет международного поэтического фестиваля «Русская поэзия глазами американцев». Участник и один из основателей Московского поэтического клуба при Stella Art Foundation. Участник поэтического проекта «Making words» 53-й Венецианской биеннале. В 2017 году являлся, совместно с Дмитрием Голынко, куратором проекта «Новая Голландия: культурная урбанизация» (Санкт-Петербург) в котором участвовали Юрий Арабов, Полина Барскова, Иван Жданов, Максим Жуков, Катя Капович, Игорь Караулов, Виталий Пуханов, Александр Скидан.
Стихи, фрагменты из романа и многочисленные эссе были переведены на английский и французский языки и публиковались в журналах «Five fingers» (США), «6ix» (США), «100 words» (США), «Lettres russes» (Франция), «Glas» (Россия-Англия), в альманахе «Poesie des Regions d`Europe» (Бельгия) и др.

## Критики об авторе
В стихах нашего автора — борьба. Борьба за выживание: драчливый диалог между Прекрасным Ребёнком и падшим версификатором. Бой с переменным успехом. То Прекрасный Ребёнок аннигилирует эрудированного собеседника, то эрудированный собеседник уничтожает непоследовательного юнца. И «третий путь» где-то здесь — в полуисчезновении обоих бойцов.
Леонид Шевченко. Рецензия.

Марк Шатуновский сталкивает обыкновенное (бомжевые галки) и вроде как возвышенное (мусорная земля — вспомним в известной песне: мусорный ветер…), луну с отливом хурмы и монументальные дымы, Винни с Пятачком и «предаться лени», бутылка пива и ты, как готический собор… Такие столкновения в период чтения распознаются, как при игре в прятки — спрятавшийся у тебя под ногами: мы видим все секреты сразу, сразу нам удается все расшифровать. Стихи порой затянуты по сюжету: ты думаешь, что вот здесь — конец, ан нет, — ты двигаешься далее, и новый смысл накручивается на старые дрожжи. Но только ты сбрасываешь всю эту ненужную заумь, как начинает что-то такое неподвластное взгляду и уму блистать, маня тебя куда-то. Тот дух, который ты вроде как и уловил, но ещё не закрепил в окрашенной красным фонарем проявочной.
Алексей Королёв. Мы все прячемся за противотанковыми ежами. (недоступная ссылка)

…поэзия Марка Шатуновского ставит под сомнение выстроенную Бродским систему приоритетов в бинарной оппозиции «авангард-арьергард». Но не в том смысле, что одно должно быть важнее другого. В его стихах авангард и традиция не воюют между собой, как, впрочем, и не просто сосуществуют в духе толерантности и политкорректного игнорирования другой эстетики. Они взаимодействуют и весьма активно, пытаясь создать новые возможности и формы видения и толкования мира.
Сергей Строкань. Борьба с хаосом и небытием. (недоступная ссылка)

У Марка Шатуновского редкое сочетание качеств: органическая, ярко выраженная, порой вызывающая независимость и при этом — культурная широта, изысканность. С одной стороны — эстетическая дерзость, с другой — сердечная деликатность и бескорыстие. Своеобразие таланта бросается в глаза, а эгоцентризм почти неощутим. Чуткость ко всему новому, авангардному и неистребимая любовь к московской старине…
Кирилл Ковальджи. О поэтах молодых и немолодых, живущих и погибших.

## Произведения
Книги
- Ощущение жизни. Париж, 1990. Стихи.
- Мысли травы. М., 1992. Стихи.
- (из жизни растений). — М.: Владом, 1999. — 256 с. Библиотека клуба ПОЭЗИЯ, вып. 1. Стихи. — ISBN 5-93429-004-5.
- Сверхмотивация. — М.: Русский Гулливер, 2009. — ISBN 978-5-91627-012-9. Стихи.
- После и после. М.: Изд-во Икар, 2008. — 140 с. — ISBN 978-5-7974-0187-2. Эссе.

Публикации в журналах и антологиях
Поэзия
- Стихотворения / «Юность», № 4, 1987.
- Стихотворения / «Новая Юность», № 2, 1993.
- Стихотворения / Цирк «Олимп», № 17 (11’1996), с.12-13.
- Призрак ревматизма (Стихи) / «Знамя», № 8, 1997.
- Креплёное — для дам (Стихи) / «Знамя», № 5, 1998. Стихи.
- Стихотворения / Новый берег. 2009, № 23.

Проза
- Дискретная непрерывность любви Роман / «Постскриптум», № 2, 1994.
- Мысли травы // «Постскриптум», № 2 (4), 1996. Проза.
- Мысли травы // «Кольцо А», № 3 (1996), с.319-335. Эссе. Предисл. Е. Бунимовича.
- М. Шатуновский, И.Жданов. Диалог-комментарий пятнадцати стихотворений Ивана Жданова. — М.: Библиотека журнала «Дыхание», 1997. — 88 с. Пример.

Критика
- В поисках утраченной реальности // НЛО. № 72 (2005). — О книге Кирилла Ковальджи «Обратный отсчет» (Стихи и проза. М., 2003) и её авторе.
- Беглец от банальности (о стихах Алексея Королева) / На сайте Московского поэтического клуба.
- «Энциклопедия русской жизни» (о Емелине и Родионове) (недоступная ссылка) / На сайте Московского поэтического клуба.
- Эдем Александра Переверзина (недоступная ссылка) / На сайте Московского поэтического клуба.

Пьеса «Траектория улитки», поставлена в театре МГУ в сезоне 1990—91 гг.
Нина Искренко. «О главном» / (Сост. С.Кузнецов, М.Шатуновский). М,: Изд-во «Независимая газета», 1998.

## Критика и рецензии
- Шевченко Леонид. М. А. Шатуновский. (Из жизни растений) / «Знамя» 2000, № 4.
- Кирилл Ковальджи. О поэтах молодых и немолодых, живущих и погибших // Дети Ра, 2008. № 2(40).
- Мы все прячемся за противотанковыми ежами (Алексей Королев о стихах Марка Шатуновского) (недоступная ссылка) / На сайте Московского поэтического клуба
- Сергей Строкань. Борьба с хаосом и небытием. Поэзия Марка Шатуновского — опыт критической оценки (недоступная ссылка) / На сайте Московского поэтического клуба

## Переводы
- Shatunovsky, Mark. Poems. Transl. by: High, John; Henry, Patrick. Glas, 11, 1996, p. 163-65.
- Shatunovsky, Mark. The discrete continuity of love. Transl. by: Henry, Patrick. Glas, 11, 1996, p. 152-62.
- Crossing Centuries: The New Russian Poetry / Ed. John Alexander High, John High. Talisman House, Publishers. 1999. ISBN 978-1-883689-89-6.

Petty man’s poem / Contemporary Russian poetry. Ed. Evgeniĭ Bunimovich, J. Kates. Dalkey Archive Press. 1999.
- Untitled / The Manhattan Review. V.10 № 1. Winter 2002.
- Перевод стихотворения «В винительном падеже» (английский, пер. Джона Хая см, Ivan Burkin) опубликован в антологии «Moscow Poetry Club» (Russian Gulliver Publishers, 2009).

Переводы на русский:
- Хай, Джон. Книга незнания. Пер. Марка Шатуновского;
- Хай, Джон. Из утренней почты // Комментарии. № 18. 2000. Пер. Алексея Парщикова, Марка и Роксаны Шатуновских.
- Чарльз Бернштейн. Изощренность поглощения. М.: Изд-во Икар, 2008. — 108 с. — ISBN 978-5-7974-0194-0. Пер. Патрик Генри, Алексей Парщиков, Марк Шатуновский.